# Vlag van Isère

Vlag van Isère

De vlag van Isère is de niet-officiële vlag van het Franse departement Isère. Net als de meeste andere departementen van Frankrijk heeft Isère geen officiële vlag, maar wordt de hier rechts afgebeelde vlag op niet-officiële wijze gebruikt. De vlag is afgeleid van het wapen van dit departement.
De vlag is geel met een blauwe verticale streep in de vlucht, en een gele toren met zwarte rand, bekroond door een blauwe kroon, ook bekroond door een blauwe dolfijn, in het kanton. De dolfijn komt uit de vlag van de traditionele provincie Dauphiné.
Naast deze vlag is er een andere vlag in gebruik, die ook afgeleid is van het wapen van dit departement. Evenals is deze vlag ook gebaseerd op de vlag van Dauphiné, met de golvende banen voor de rivier de Isère. De vlag is geïnspireerd op het ontwerp van het wapen dat in 1950 is voorgesteld door Robert Louis.

Vlag van Dauphiné
Variant vlag